# Projekt 1143 Kretjet
Projekt 1143 Kretjet (ryska: Кречет, ”jaktfalk”) eller Kiev-klass var den första klass av hangarfartyg som kunde bära flygplan som byggdes för den sovjetiska flottan. De huvudsakliga uppgifterna var att stödja de strategiska robotubåtarna eller andra övervattensfartyg. Klassen var delvis baserad på den planerade Projekt 1153 Orjol som var tänkt att bli en sovjetisk motsvarighet till den amerikanska Kitty Hawk-klassen; slutligen beslutade man sig för den mindre Kretjet som ansågs mer kostnadseffektiv. Kiev-klassen är en kombination av en kryssare och ett hangarfartyg där fördäcket upptas av en tung robotbestyckning.
Efter Sovjetunionens sammanbrott ärvde Ryssland fartygen. Landets ekonomiska situation gjorde dock att fartygen blev för dyra att ha i bruk och i mitten av 1990-talet hade alla fartyg i klassen antingen skrotats eller sålts.
Ett av fartygen såldes till Indien och tjänstgör där idag under namnet INS Vikramaditya.

## Fartyg
| Namn                              | Kölsträckt        | Sjösatt           | Tagen i tjänst    | Struken   | Öde                                                                                |
| --------------------------------- | ----------------- | ----------------- | ----------------- | --------- | ---------------------------------------------------------------------------------- |
| Kiev                              | 21 juli 1970      | 27 december 1972  | 1 mars 1975       | juni 1993 | Såld till Kina                                                                     |
| Minsk                             | 29 december 1972  | 30 september 1975 | 28 september 1978 | juni 1993 | Såld till Sydkorea senare såld till Kina                                           |
| Novorossijsk                      | 30 september 1975 | 24 december 1978  | 12 september 1982 | juni 1993 | Såld till Sydkorea, skrotad.                                                       |
| Baku Admiral Gorsjkov (1991-1995) | december 1978     | 17 april 1982     | januari 1987      | 1996      | Såld till Indien 2004 och togs i tjänst som INS Vikramaditya den 16 november 2013. |

## Beväpning
Kiev och Minsk: 
- 4 × dubbla P-500 Bazalt avfyrningsramper (8 robotar)
- 2 × dubbla M-11 Sjtorm avfyrningsramper (72 robotar)
- 2 × dubbla 9K33 Osa avfyrningsramper (40 robotar)
- 2 × dubbla 76 mm kanoner
- 8 × AK-630 30 mm CIWS
- 10 × 533 mm torpedtuber
- 1 × dubbla RPK-1 Vichr avfyringsramper för ubåtsjaktraketer

Novorossijsk: 
- 4 × dubbla P-500 Bazalt avfyrningsramper (8 robotar)
- 2 × dubbla M-11 Sjtorm avfyrningsramper (72 robotar)
- 2 × dubbla 76 mm kanoner
- 8 × AK-630 30 mm CIWS
- 1 × dubbla RPK-1 Vichr avfyringsramper för ubåtsjaktraketer

Baku: 
- 6 × dubbla P-500 Bazalt avfyrningsramper (12 robotar)
- 24 × 8-cell 9K330 Tor avfyrningsramper (192 robotar)
- 2 × 100 mm kanoner
- 8 × AK-630 30 mm CIWS
- 10 × 533 mm torpedtuber